# Leichtathletik-Weltmeisterschaften 2023/Teilnehmer (Israel)
| Goldmedaillen | Silbermedaillen | Bronzemedaillen |
| ------------- | --------------- | --------------- |
| –             | 1               | –               |

Der Leichtathletikverband Israels hat für die Leichtathletik-Weltmeisterschaften 2023 in Budapest sechs  Sportler gemeldet.

## Ergebnisse

### Frauen

#### Laufdisziplinen
| Athlet                 | Disziplin | Finale               | Finale               |
| Athlet                 | Disziplin | Zeit                 | Platz                |
| ---------------------- | --------- | -------------------- | -------------------- |
| Lonah Chemtai Salpeter | Marathon  | 2:25:38 h SB         | 4                    |
| Maor Tiyouri           | Marathon  | nicht auf Startliste | nicht auf Startliste |

### Männer

#### Laufdisziplinen
| Athletin                | Disziplin | Vorlauf | Vorlauf | Halbfinale | Halbfinale | Finale               | Finale               |
| Athletin                | Disziplin | Zeit    | Platz   | Zeit       | Platz      | Zeit                 | Platz                |
| ----------------------- | --------- | ------- | ------- | ---------- | ---------- | -------------------- | -------------------- |
| Blessing Akwasi Afrifah | 200 m     | 20,73 s | 33      | DQ         | DQ         | –                    | –                    |
| Haimro Alame            | Marathon  |         |         |            |            | 2:12:32 h            | 20                   |
| Maru Teferi             | Marathon  |         |         |            |            | 2:09:12 h SB         | Silber               |
| Gashau Ayale            | Marathon  |         |         |            |            | nicht auf Startliste | nicht auf Startliste |